# Herinneringsteken aan het Gouden Huwelijk van het Koningspaar
In december 1918 waren de Beierse koning en zijn gemalin 50 jaar getrouwd. Om dat te vieren werd in de herfst van dat jaar een verguld bronzen, of verguld oorlogsmetalen "Herinneringsteken aan het Gouden Huwelijk van het Koningspaar" geslagen.
Omdat Beieren een hongerwinter tegemoet ging en grondstoffen en metalen schaars waren werd een deel van de medailles in een goedkope legering, zogenaamd "Kriegsmetall" uitgevoerd. Voor andere eretekens koos men het kostbaarder brons.
In kriegsmetall komen zink en lood voor.
Toen de dag van het gouden huwelijk aanbrak was er al geen koning meer in Beieren. De vorst had op 12 november 1918 afstand moeten doen. De eretekens werd desondanks aan de gasten uitgereikt.
De onderscheiding is een broche in de vorm van een gekroonde lauwerkrans met daarbinnen een medaillon met het portret van de Beierse vorsten. Op het lint onder de kroon staan de jaartallen "1868 - 1918". Er is geen lint.
Ter gelegenheid van het huwelijk werd aan het hofpersoneel een Jubileumsmedaille voor het Gouden Huwelijk in 1918 uitgereikt.
Sint Anna-orde ·
Bloemenorde ·
Sint-Elisabeth-orde ·
Orde van de Fürstprängler ·
Huisridderorde van de Heilige Georg ·
Ridderlijk Gezelschap van de Heilige Georg in Franken ·
Huisridderorde van de Heilige Michaël ·
Huisridderorde van Sint-Hubertus ·
Orde van Verdienste van de Beierse Kroon ·
Orde van de Leeuw van de Palts ·
Ludwigsorde ·
Militaire Max Joseph-Orde ·
Maximiliaansorde voor Wetenschap en Kunst ·
Beierse Maximiliaansorde voor Wetenschap en Kunst ·
Orde voor de Militaire Gezondheidszorg ·
Ordre de Parfaite Amitié ·
Orde van de Rode Adelaar ·
Theresia-orde ·
Beierse Orde van Verdienste ·
Orde van Militaire Verdienste ·
Ludwigsmedaille
Zie ook: Ridderorden in Beieren · Onderscheidingen in Beieren